# Rockstedt
Rockstedt település Németországban, azon belül Türingiában. Lakosainak száma 199 fő (2023. december 31.).

## Népesség
A település népességének változása:
| Lakosok száma | 210  | 217  | 212  | 206  | 199  |
|               | 2017 | 2019 | 2021 | 2022 | 2023 |